# Anastoechus rubriventris
Anastoechus rubriventris är en tvåvingeart som beskrevs av Paramonov 1930. Anastoechus rubriventris ingår i släktet Anastoechus och familjen svävflugor.
Artens utbredningsområde är Turkmenistan. Inga underarter finns listade i Catalogue of Life.